# Kaspisk lök
Kaspisk lök (Allium caspium) är en flerårig växtart i släktet lökar och familjen amaryllisväxter. Den beskrevs först av Peter Simon Pallas, och fick sitt nu gällande namn av Friedrich August Marschall von Bieberstein.

## Utbredning
Kaspisk lök är vildväxande i Centralasien, från Kaukasus till Pakistan. Den odlas även som prydnadsväxt i andra delar av världen.

## Underarter
Arten delas in i följande underarter:
- A. c. baissunense
- A. c. caspium